# Portée (pont)
Pour les articles homonymes, voir Portée.
La portée d’un pont désigne la longueur d’une partie d’un pont comprise entre deux piles, mesurée entre axes d'appareils d'appui, ou entre une pile et une culée.

## Terminologie
On distingue la portée principale des autres portées. La portée principale est la longueur de la travée la plus longue. Elle n’est pas obligatoirement centrée sur l’ouvrage.

## Portée selon les types de ponts

### Ponts à poutres
Pour les ponts à poutres, la portée est la longueur d’une travée et est donc mesurée entre axes d’appuis.

### Ponts en arc
Pour les ponts en arc ou ponts voûtés en maçonnerie, la portée est mesurée entre axes des naissances des voûtes.

### Ponts à haubans et ponts suspendus
Pour les ponts à haubans et les ponts suspendus, la portée est mesurée entre axes des pylônes.

## Portées les plus longues
Les ponts ayant les plus grandes portées sont les ponts suspendus, suivis par les ponts à haubans. Le pont à haubans ayant la plus grande portée est le pont de Sutong, mis en service le 30 juin 2008, avec une portée de 1 088 m. Les dix plus grandes portées sont les suivantes :
| Lien | Nom                       | Portée ppale (m) | Longueur (m) | Terminé en | Lieu                                    | Pays        |
| ---- | ------------------------- | ---------------- | ------------ | ---------- | --------------------------------------- | ----------- |
| 1    | Pont du détroit d'Akashi  | 1 991            | 3 911        | 1998       | Kōbe                                    | Japon       |
| 2 *  | Pont de Xihoumen          | 1 650            | 5 300        | 2008       | Zhoushan                                | Chine       |
| 3    | Pont du Grand Belt        | 1 624            | 6 790        | 1998       | Halsskov Sprogø                         | Danemark    |
| 4    | Pont Runyang              | 1 490            | 7 210        | 2005       | Yangtze                                 | Chine       |
| 5    | Pont du Humber            | 1 410            | 2 220        | 1981       | Barton-upon-Humber - Kingston-upon-Hull | Royaume-Uni |
| 6 *  | Pont suspendu de Jiangyin | 1 385            | 3 000        | 1999       | Yangtze                                 | Chine       |
| 7    | Pont Tsing Ma             | 1 377            | 2 160        | 1997       | Tsing Yi - Ma Wan                       | Hong Kong   |
| 8    | Pont Verrazano            | 1 298            | 1 600        | 1964       | New York                                | États-Unis  |
| 9    | Golden Gate Bridge        | 1 280            | 2 737        | 1937       | San Francisco                           | États-Unis  |
| 10 * | Pont de Yangluo           | 1 280            | 2 725        | 2007       | Yangtze                                 | Chine       |